# Aernout Mik
Aernout Mik (Groningen, 1962) is een Nederlands beeldend kunstenaar, internationaal bekend om zijn installaties en films.

## Biografie
Mik, zoon van Gerrit Mik, bracht zijn jeugd in Groningen door en studeerde daar van 1983 tot 1988 aan de Academie Minerva. Ook kreeg hij les van Fie Werkman. Hij was in 1994 deelnemer aan de alternatieve kunstopleiding de Ateliers in Amsterdam.
In 1994 maakte Mik samen met Adam Kalkin een tentoonstelling The Philosophy of Furniture bij Galerie Fons Welters. Twee zwarte labradors lagen en liepen daar door de galerieruimte. De een groette bezoekers met een televisiescherm achter zich aan slepend, de ander sliep op een kussen waarop porno plaatjes gezeefdrukt waren. In zijn werk combineert Mik verschillende lagen van realiteit, door enscenering en film te combineren. Dit kwam voor het eerst tot uiting in de solopresentatie bij Galerie Fons Welters in 1999, waarin een architecturale structuur van lage muurtjes en doorgangen gecombineerd werd met beelden van omvallende gebouwen en gewonde mensen. 
Zijn eerste museale solotentoonstelling had hij in 2000 in het Van Abbemuseum in Eindhoven onder de titel Primal gestures, minor roles. In 1997 ontving Mik de Sandbergprijs voor zijn video's Lick (1996) en Fluff (1996). In 2002 ontving Mik de Dr. A.H. Heinekenprijs voor kunst.
Aernout Mik werd door Maria Hlavajova, curator van het Nederlands paviljoen in Venetië, uitgekozen om in 2007 voor Nederland deel te nemen aan de Biënnale van Venetië. Hij presenteerde toen zijn videopresentatie Citizens and Subjects over het begrip 'natiestaat' in relatie tot het vraagstuk van de immigratie. Eerder, in 1997, was Mik, samen met vormgever Willem Oorebeek ook al te zien geweest op deze Biënnale. In 2001 nam hij deel aan Post-Nature, een tentoonstelling met Nederlandse kunst die elders in Venetië plaatsvond.
Het werk genoemd Organic Escalator (2000) is ondergebracht in de kunstverzameling Fondation Pinault en was eind 2007 te zien te Lille op de tentoonstelling Passage du temps. In 2013 was een uitgebreid overzicht van zijn werk te zien in de kelderruimte van het nieuwe gebouw van het Stedelijk Museum te Amsterdam.
Aernout Mik is, sinds de oprichting in 2014, lid van de Akademie van Kunsten.

## Werken
- Organic Escalator (2000)
- Middlemen (2001)
- Park (2002)
- Osmosis and Excess (2005)
- Raw Footage (2006)
- Citizens and Subjects. Een video-installatie (2007)
- Schoolyard (2009)
- Shifting Sitting (2010–11)

## Tentoonstellingen (selectie)
- Overzichtstentoonstelling van 6 mei t/m 27 juli 2009 in het Museum of Modern Art in New York[2]
- Communitas van 1 maart t/m 8 mei 2011, in Galerie nationale du Jeu de Paume in Parijs[3]
- The Art of Deceleration van 12 november 2011 t/m 9 april 2012 in het Kunstmuseum Wolfsburg in Wolfsburg